# Tabla!
《tabla!》是由新加坡淡米尔语报章《淡米尔之声》發行的一份英語週報，在新加坡出版。該報於2008年10月10日創刊，並於2011年10月慶祝三週年，同時推出了「tabla! 社區貢獻獎」（tabla! Community Champion Award）。《tabla!》也曾於6月7日呈獻寶萊塢音樂劇《Taj Express》，該劇於新加坡全球首演。
《tabla!》的名稱來自印度著名的雙鼓打擊樂器——塔布拉鼓。該報每逢星期五（公共假期除外）免費發行30,000份，並可在新加坡所有7-Eleven便利店索取。內容涵蓋本地新聞，特別針對新加坡印度社群與永久居民，報導主題包括教育、房地產與交通等。